# Boise, Idaho
Boise, Idaho (phiên âm: Boi-xi) là một thành phố thủ phủ tiểu bang Idaho, Hoa Kỳ, đây cũng là thủ phủ quận Ada. Thành phố nằm bên sông Boise, là một thành phố quan trọng trong vùng đô thị Boise, là thành phố lớn nhất giữa Salt Lake City, Utah và Portland, Oregon. 
Thành phố có diện tích km², dân số thời điểm năm 2008 theo điều tra của Cục điều tra dân số Hoa Kỳ là 205.314 người2 là thành phố lớn thứ ba ở Tây Bắc Hoa Kỳ. Vùng đô thị Boise có dân số 585.207 người.

## Thông tin nhân khẩu
Theo Điều tra cộng động Hoa Kỳ ước tính ba năm 2005-2007, 94,2% dân số là người da trắng (87,2% không phải gốc Tây Ban Nha), 2.0% người da đen hay Mỹ gốc Phi, châu Á 3,0%, 1,5% người Mỹ gốc Anh-điêng và Thổ Dân Alaska, 0.2% Thổ Dân Hawaii và đảo Thái Bình Dương khác và 1,6% từ một số chủng tộc khác. 6,7% tổng dân số là người Hispanic hay Latino của bất kỳ chủng tộc  36,1.% dân số đã có bằng cử nhân hoặc cao hơn.
Theo điều tra dân số năm 2000, [22] đã có 185.787 người, 74.438 hộ gia đình, và 46.523 gia đình sống trong thành phố. Mật độ dân số là 2,913.1 / sq mi (1,124.7 / km ²). Có 77.850 đơn vị nhà ở với mật độ trung bình là 1,220.7 / mi ² (471.3/km ²). Các trang điểm chủng tộc của thành phố là:
92,2% da trắng
0,8% da đen
0,7% người Mỹ bản địa
2,1% châu Á
Đảo Thái Bình Dương 0,2%
1,7% từ các chủng tộc khác
2,4% từ hai hoặc nhiều chủng tộc
Hispanic hay Latino thuộc một chủng tộc nào được 4,5% dân số.
Có 74.438 hộ, trong đó 32,5% có trẻ em dưới 18 tuổi sống chung với họ, 48,7% là đôi vợ chồng sống với nhau, 10,0% có nữ hộ và không có chồng, và 37,5% gia đình được không. 28,0% hộ gia đình đã được tạo ra từ các cá nhân và 7,9% có người sống một mình 65 tuổi hoặc lớn tuổi hơn là người. Cỡ hộ trung bình là 2,44 và cỡ gia đình trung bình là 3,03.
Dân số thành phố đã được trải ra với:
25,3% dưới 18 tuổi
11,7% 18-24
32,3% 25-44
20,6% 45-64
10,0% 65 tuổi trở lên
Độ tuổi trung bình là 33 năm. Đối với mỗi 100 nữ có 98,1 nam giới. Đối với mỗi 100 nữ 18 tuổi trở lên, có 95,8 nam giới.
Thu nhập trung bình cho một hộ gia đình trong thành phố là $ 42.432, và thu nhập trung bình cho một gia đình là $ 52.014. Phái nam có thu nhập trung bình $ 36.893 so với 26.173 $ cho phái nữ. Thu nhập bình quân đầu người của thành phố là 22.696 $. Khoảng 5,9% của các gia đình và 8,4% dân số sống dưới mức nghèo khổ, trong đó có 9,7% của những người dưới 18 tuổi và 6,0% của những người độ tuổi 65 trở lên.